# Civilian Irregular Defense Group program
Le programme de groupe de défense civil non-régulier (anglais : Civilian Irregular Defense Group program, CIDG) est un programme paramilitaire des États-Unis, au Vietnam, visant à entraîner des civils issus de minorités à la guérilla contre le gouvernement révolutionnaire.
Le CIDG était supervisé par la CIA, agence de renseignement des États-Unis, au début de l'année 1961 pour contrer l'expansion de l'influence Viet Cong dans les Montagnes centrales.